# Человек, которого зовут Флинтстоун
«Человек, которого зовут Флинтстоун» (англ. The Man Called Flintstone) — полнометражный анимационный фильм, произведённый студией Hanna-Barbera Productions и выпущенный в США компанией Columbia Pictures 3 августа 1966 года.

## Сюжет
Фильм является пародией на Джеймса Бонда. Фред Флинтстоун нанят секретной организацией на место Рока Слэга, поскольку случайно оказался внешне неотличим от этого агента. Его миссия: под видом семейного отпуска отправиться в Евроку и схватить Зелёного Гуся.
Фильм содержит несколько оригинальных музыкальных сцен, а также сюжетных ходов, заимствованных из телевизионной версии «Флинтстоунов».

## Роли озвучивали
- Алан Рид — Фред Флинтстоун
- Мел Бланк — Барни Раббл / Дино / пилот вертолёта / мэр / черепаха
- Джин Вандер Пил — Вилма Флинтстоун
- Джерри Джонсон — Бетти Раббл
- Джон Стефенсон[англ.] — ветеринар / служащий аэропорта
- Джун Форей — Таня Малахит
- Пол Фрис — Рок Слэг / Бобо / Марио / Зелёный Гусь / Трипл Х
- Харви Корман — шеф Боулдер / уличный продавец
- Дон Мессик — доктор Мунстоун / птица-регистратор / Лютый / Хоппи
- Джанет Уолдо — Роберта

## Критика
Журнал Variety удостоил «Человека, которого зовут Флинтстоун» положительным отзывом, назвав его «отличным» и сказав что «доисторические пейзажи и механизмы слегка забавные и порой чрезвычайно изобретательны». Обзор отмечал, что сюжет картины развивается динамично и умно имитирует современные фильмы про шпионов.